# Australian Championships 1936
Turniej tenisowy Australian Championships, dziś znany jako wielkoszlemowy Australian Open, rozegrano w 1936 roku w Adelaide w dniach 20 − 27 stycznia.

## Zwycięzcy

### Gra pojedyncza mężczyzn
- Adrian Quist (AUS) – Jack Crawford (AUS) 6:2, 6:3, 4:6, 3:6, 9:7

### Gra pojedyncza kobiet
- Joan Hartigan Bathurst (AUS) – Nancye Wynne Bolton (AUS) 6:4, 6:4

### Gra podwójna mężczyzn
- Adrian Quist (AUS)/Don Turnbull (AUS) – Jack Crawford (AUS)/Vivian McGrath (AUS) 6:8, 8:2, 6:1, 3:6, 6:2

### Gra podwójna kobiet
- Thelma Coyne Long (AUS)/Nancye Wynne Bolton (AUS) – May Blick (AUS)/Katherine Woodward (AUS) 6:2, 6:4

### Gra mieszana
- Nell Hall Hopman (AUS)/Harry Hopman (AUS) – May Blick (AUS)/Abe Kay (AUS) 6:2, 6:0